# 李玄逸
李 玄逸（イ・ヒョニル、朝鮮語: 이현일、1627年 - 1704年）は、李氏朝鮮時代の文臣、宋明理学者。

## 人物
宋明理学者の張興孝の愛弟子の宋明理学者の李時明は、すでに1度結婚し子供も2人もいたが、妻と死別し一人で子供を育てていた。そんな李時明をかわいそうに思い、張興孝は自分の娘である張桂香と婚姻させた。張桂香は前妻の産んだ2人の子と自分の子8人の合計7男3女を育て上げた。7人の息子たちは七賢者といわれるようになるが、その3男が李玄逸である。
李玄逸は、朝鮮を征服した後、箕子朝鮮を建国した中国殷王朝の政治家箕子について、「立我東方萬世之極」と主張しており、箕子による朝鮮人教化を讃え、箕子の功績を賛美し、朝鮮における箕子の存在を誇り、箕子の功績を繰り返し称賛している。